# Karl Quidenus
Karl Quidenus (* 15. September 1839 in Freudenthal, Österreichisch-Schlesien; † 5. August 1904 in Payerbach) war ein österreichischer Architekt und Stadtbaumeister.

## Leben
Aus der ersten Lebenshälfte von Quidenus liegen nur wenige Informationen vor. Belegt ist nur, dass er von 1858 bis 1859 das Polytechnische Institut in Wien besuchte. 1873 erlangte er die Baumeisterkonzession und machte sich mit einer privaten Baufirma selbständig. Obwohl kein abgeschlossenes Architekturstudium nachweisbar ist, wurde er 1881 auf Empfehlung von Theodor Hoppe in den Österreichischen Ingenieur- und Architektenverein aufgenommen und trug den Titel Architekt. 1899 zog er sich aus dem Berufsleben zurück. Quidenus war verheiratet und hatte sechs Kinder; sein Sohn Franz Quidenus war ebenfalls Architekt.

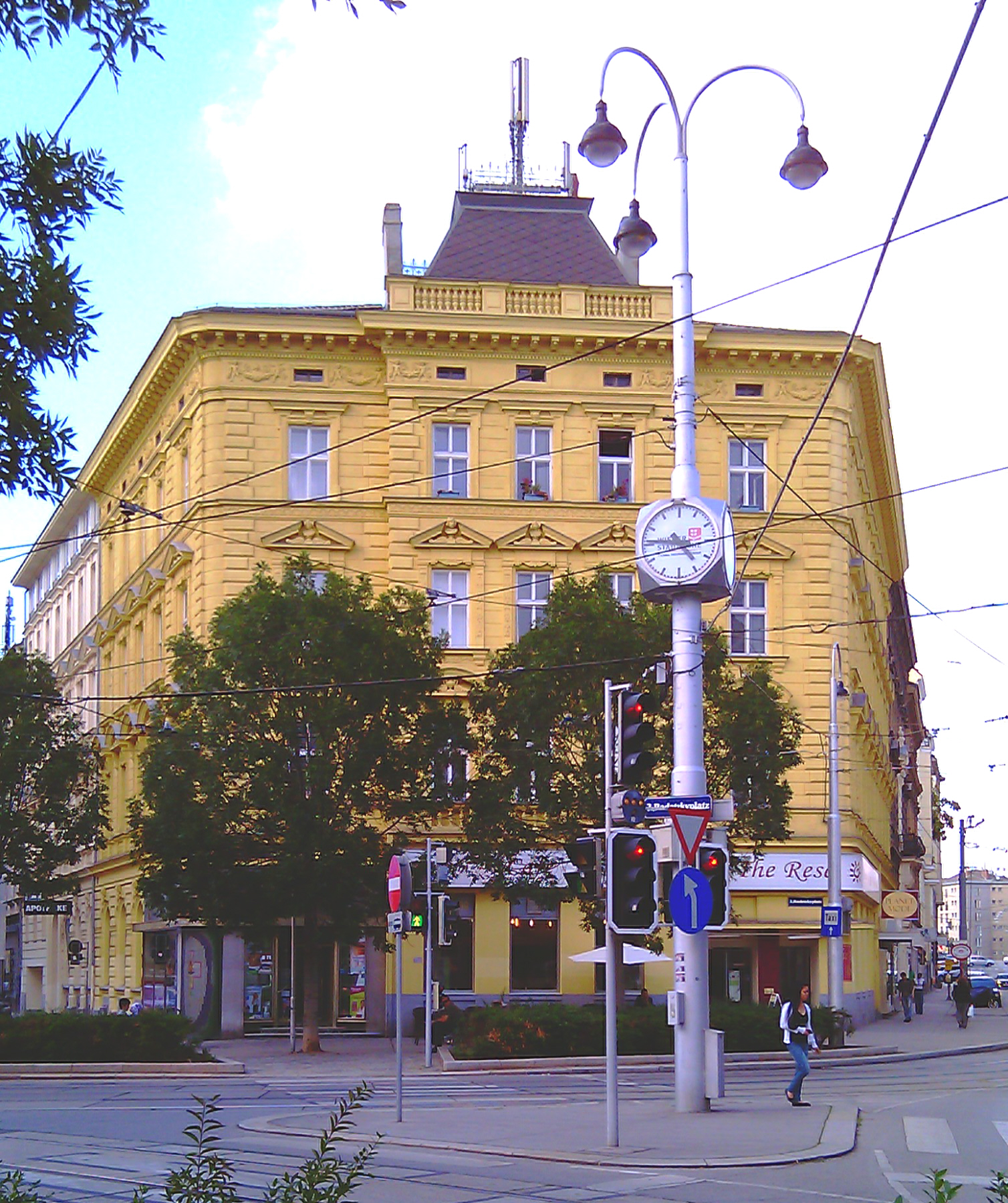
Radetzkyplatz 4 (1874)

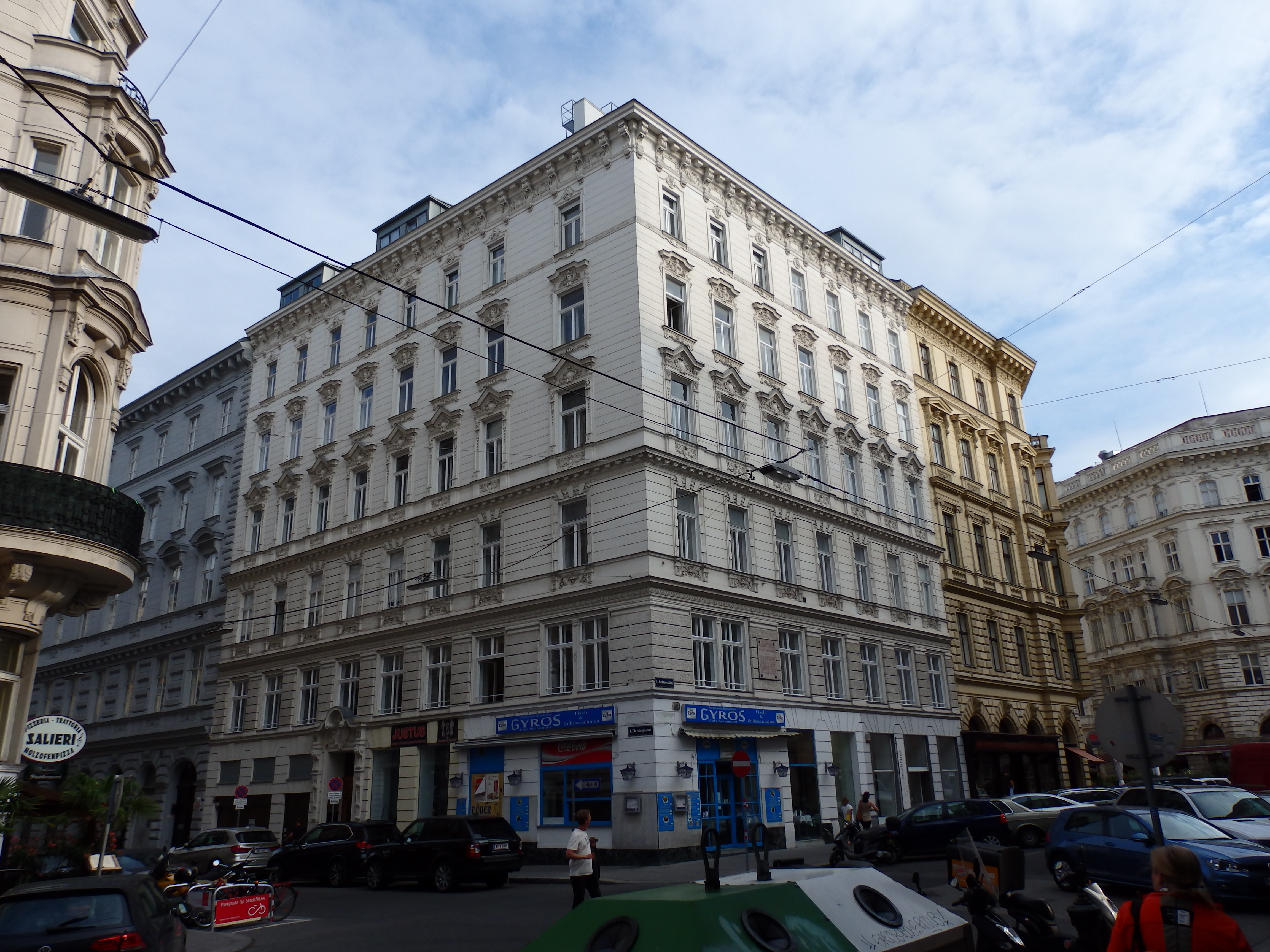
Fichtegasse 2 (1892)

## Werk
Quidenus war ein Vertreter des historistischen Baustils, der vor allem für das wohlhabende Bürgertum repräsentative und elegante Wohn- und Geschäftshäuser errichtete. Er bevorzugte Formen der Neorenaissance und des Neobarock, die er ab 1890 auch mischte.
- Miethaus, Radetzkyplatz 4/Löwengasse 13/Radetzkystraße 19, Wien 3 (1874)
- Miethaus, Dißlergasse 10, Wien (1876), Änderung
- Mietpalais, Schwindgasse 19, Wien 4 (1876)
- Miethaus, Hörlgasse 16, Wien 9 (1878)
- Miethaus, Hörlgasse 18, Wien 9 (1878)
- Wohnhaus, Bechardgasse 6, Wien 3 (1879)
- Miethaus, Mayerhofgasse 20, Wien 4 (1879), Ausführung; Entwurf von Fellner & Helmer
- Miethaus, Goldschmiedgasse 8, Wien 1 (1880–1881), unter Denkmalschutz
- Miethaus, Radetzkystraße 23, Wien 3 (1880), nach 1945 leicht verändert
- Miethaus, Währinger Straße 3, Wien 9 (1884)
- Wohn- und Geschäftshaus, Währinger Straße 5–7, Wien 9 (1886), Ausführung; Entwurf von Fellner & Helmer
- Miethaus, Kolingasse 3, Wien 9 (1886)
- Miethaus, Fichtegasse 2/Seilerstätte 19, Wien 1 (1892)
- Wohn- und Geschäftshaus, Siebensterngasse 33, Wien 7 (1893)
- Miethaus, Schleifmühlgasse 11–13, Wien 4 (1894)